# Шварцвальд
Шварцвальд (нім. Schwarzwald) — великий лісистий гірський масив у землі Баден-Вюртемберг на південному заході Німеччини, у складі Південнонімецької височини, обмежений Верхньорейнською долиною на заході та півдні, неподалік від кордону з Францією та Швейцарією. 

Витоки Дунаю і Неккару.
Його найвища вершина — Фельдберг із висотою 1493 м над рівнем моря. Завдовжки 160 км та завширшки до 50 км, має площу близько 6009 км². 
Історично ця територія була відома лісовим господарством і видобутком руди, але зараз туризм став основною галуззю, що забезпечує близько 300 000 робочих місць. Є кілька зруйнованих військових укріплень XVII ст. 

## Історія

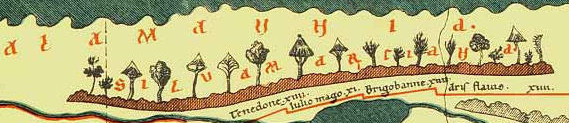
Шварцвальд на Tabula Peutingeriana: гірське пасмо із фантастично сформованими деревами як символ незаселеної та практично недоступної місцевості

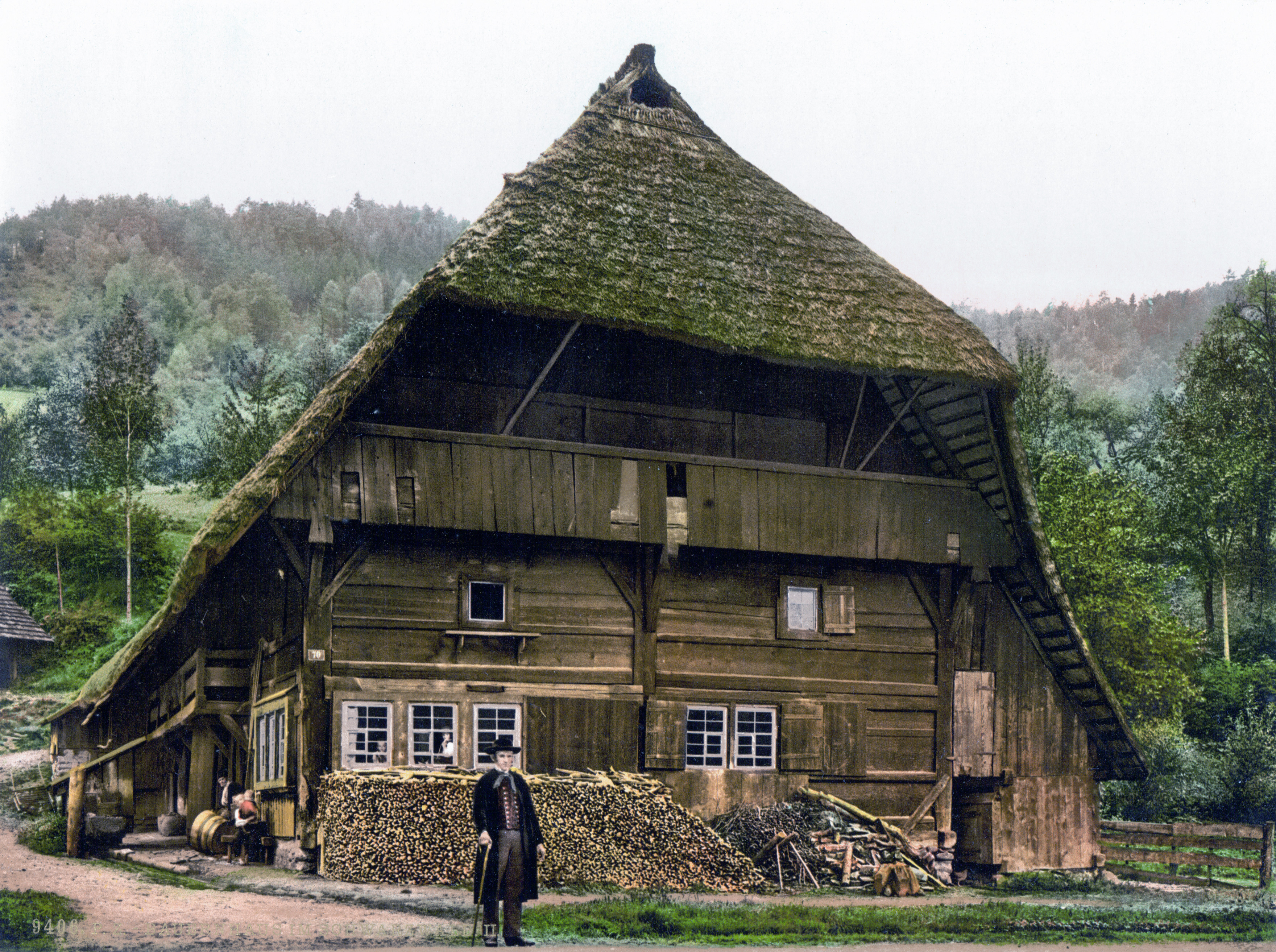
Шварцвальдська ферма, 1898 рік

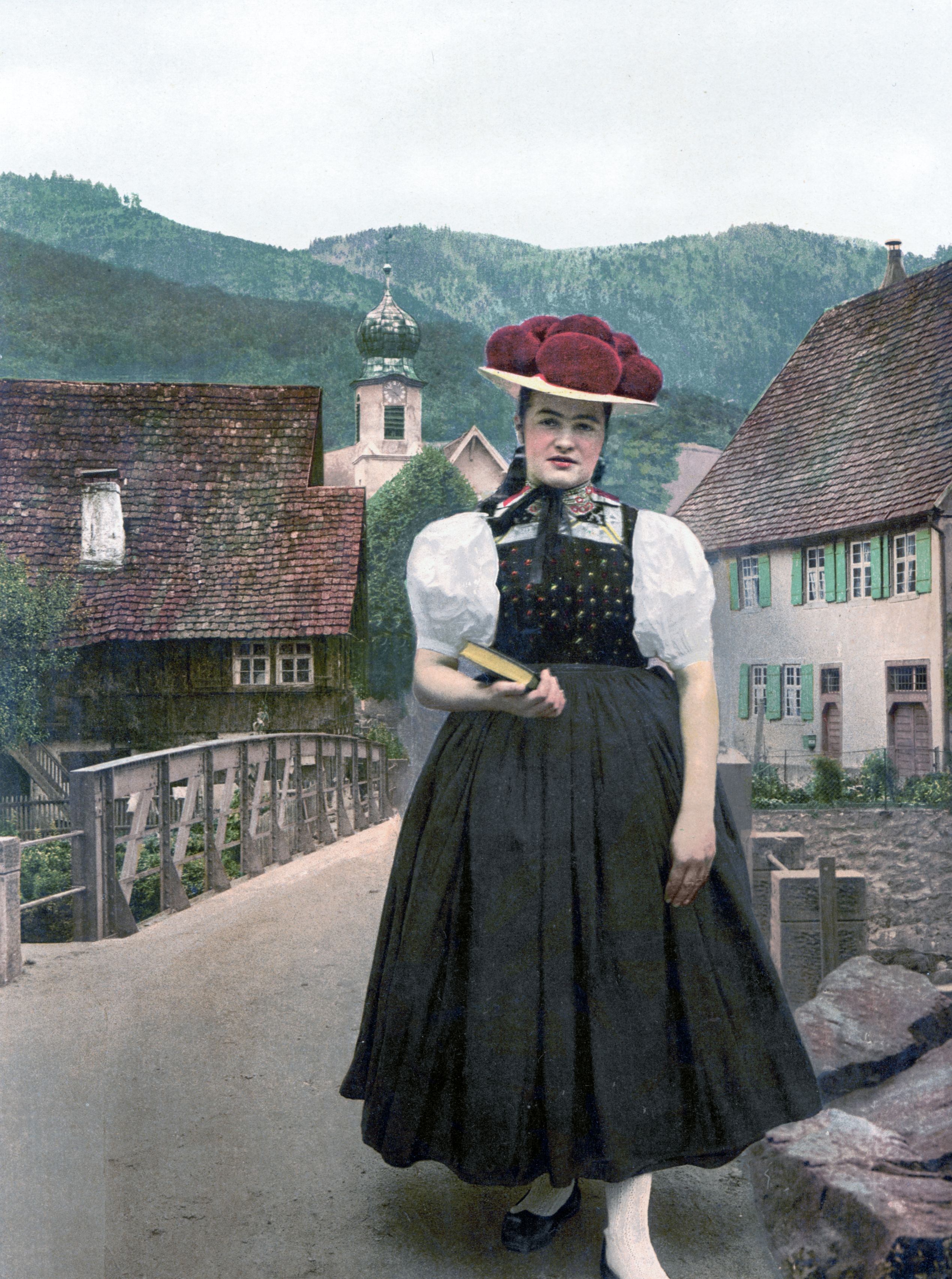
Неодружена жінка зі Шварцвальду, 1898 рік

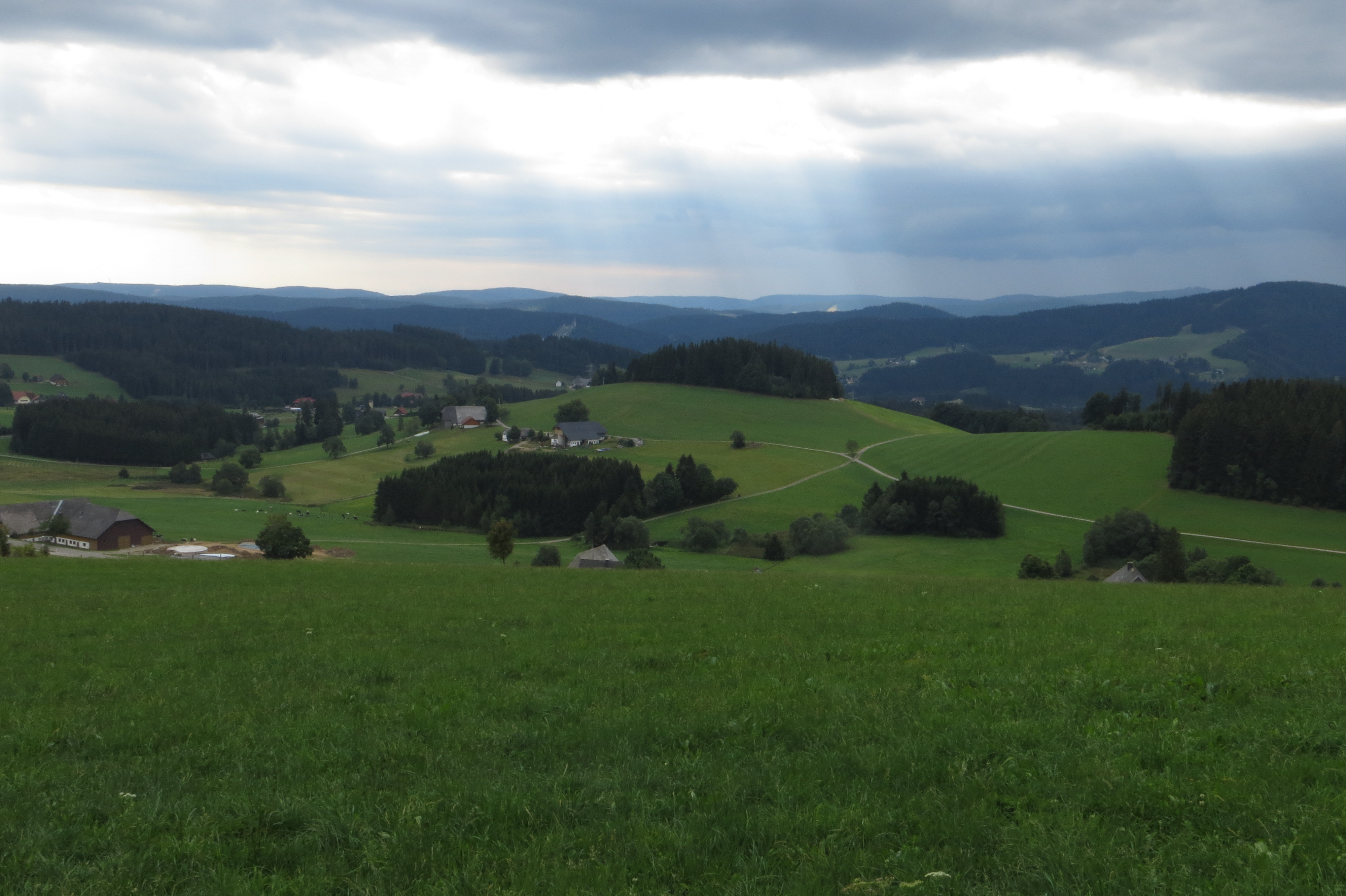
Ліси та пасовища Високого Шварцвальду біля Брайтнау

У давнину Шварцвальд був відомий як Abnoba mons, на честь кельтського божества Абноба. 
У римські часи (пізня античність) він мав назву Silva Marciana («Марцинський ліс», від німецького слова марка, «межа»). Шварцвальд, ймовірно, був прикордонною територію маркоманів («прикордонних людей»), які жили на схід від римського лімесу. 
Вони, у свою чергу, були частиною германського племені свебів, які згодом дали назву історичній державі Швабія. За винятком римських поселень по периметру (наприклад, лазні в Баденвайлері та шахти поблизу Баденвайлера та Зульцбурга) та будівництва римської дороги Кінцигтальштрассе, колонізація Шварцвальду була здійснена не римлянами, а алеманами. Вони оселилися і спочатку колонізували долини, перетнувши стару межу поселень, так звану «межу червоного пісковику», наприклад, з регіону Бар. Незабаром після цього всі верховини та прилеглі ліси були колонізовані, так що наприкінці Х століття перші поселення були засновані в регіоні червоного (бунтерського) пісковику. До них належить, наприклад, Ретенбах, який вперше згадується у 819 році.
Деякі з повстань (включно з рухом бундшух), які передували Німецькій селянській війні XVI століття, виникли в Шварцвальді. 
Подальші селянські заворушення у формі селітрових повстань відбувалися наступні два століття у Гоценвальді.
У Шварцвальді, особливо на гірських перевалах, можна побачити залишки військових укріплень XVII-XVIII століть: численні польові укріплення маркграфа Людвига Вільгельма або окремі оборонні позиції, такі як Александершанце, Решеншанце та Шведеншанце. 

Спочатку Шварцвальд був покритий мішаним лісом листяних дерев і ялин. На височинах також росла ялина. 
У середині ХІХ століття Шварцвальд був майже повністю вирубаний внаслідок інтенсивної лісозаготівлі, а згодом знову засаджений, переважно монокультурами ялини.

## Географія
Шварцвальд простягається від Високого Рейну на півдні до Крайхгау на півночі. 
На заході обмежено Верхньорейнською рівниною (яка, з точки зору природного регіону, також є передгір'ям); на сході він переходить у Геу, Баар і горбисту місцевість на захід від Клеттгау. З півночі на південь Шварцвальд простягається на понад 160 км, досягаючи ширини до 50 км на півдні та 30 км на півночі. Шварцвальд є найвищою частиною Південнонімецької височини, і більша частина його покрита густим лісом, фрагментом давнього Герцинського лісу.
В адміністративному відношенні Шварцвальд повністю належить землі Баден-Вюртемберг і має міста Фрайбург, Пфорцгайм і Баден-Баден, а також райони: на півночі — Енц, Раштат і Кальв; посередині — Фройденштадт, Ортенау і Ротвайль; на півдні: Еммендінген, Шварцвальд-Бар, Брайсгау-Верхній Шварцвальд, Леррах і Вальдсгут.

### Природні регіони
Природні регіони Шварцвальду відокремлені за багатьма ознаками.
Геоморфологічно головний поділ між пологими східними схилами з їх переважно округлими пагорбами та широкими плато (так званий рельєф Дунаю, особливо помітний на півночі та сході на бантерському пісковику) і глибоко порізаною місцевістю, яка круто спускається на заході до Верхньорейнського грабену; так звана Шварцвальдська долина з її Рейнським рельєфом. 
Саме тут, на заході, знаходяться найвищі гори і найбільші місцеві перепади висот (до 1000 метрів). Долини часто вузькі, яругоподібні. Вершини округлі, є залишки плато та аретоподібних форм рельєфу.
Геологічно найчіткіший поділ також між сходом і заходом. 
Великі території східного Шварцвальду, найнижчого шару Південнонімецької височини, що складені бантерським пісковиком, вкриті нескінченними хвойними лісами з галявинами. 
Відкритий фундамент на заході, який переважно складається з метаморфічних порід і гранітів , був, попри нерівний рельєф, легшим для заселення, і сьогодні з його різноманітними луковими долинами виглядає набагато відкритішим і привабливішим.
Найпоширеніший поділ регіонів Шварцвальду, проте, з півночі на південь. 
До 1930-х років Шварцвальд поділявся на Північний і Південний Шварцвальд, межею якого була лінія долини Кінциг. 
Пізніше Шварцвальд розділений на густо лісистий Північний Шварцвальд, нижчу, центральну частину, яка переважно використовувалася для сільського господарства в долинах — Середній Шварцвальд і значно вищий Південний Шварцвальд з його характерною високогірною економікою та льодовиковим рельєфом льодовикового періоду. 
Термін «Високий Шварцвальд» застосовується для найвищих районів Південного та півдня Середнього Шварцвальду.
Проте межі проводили по різному. 

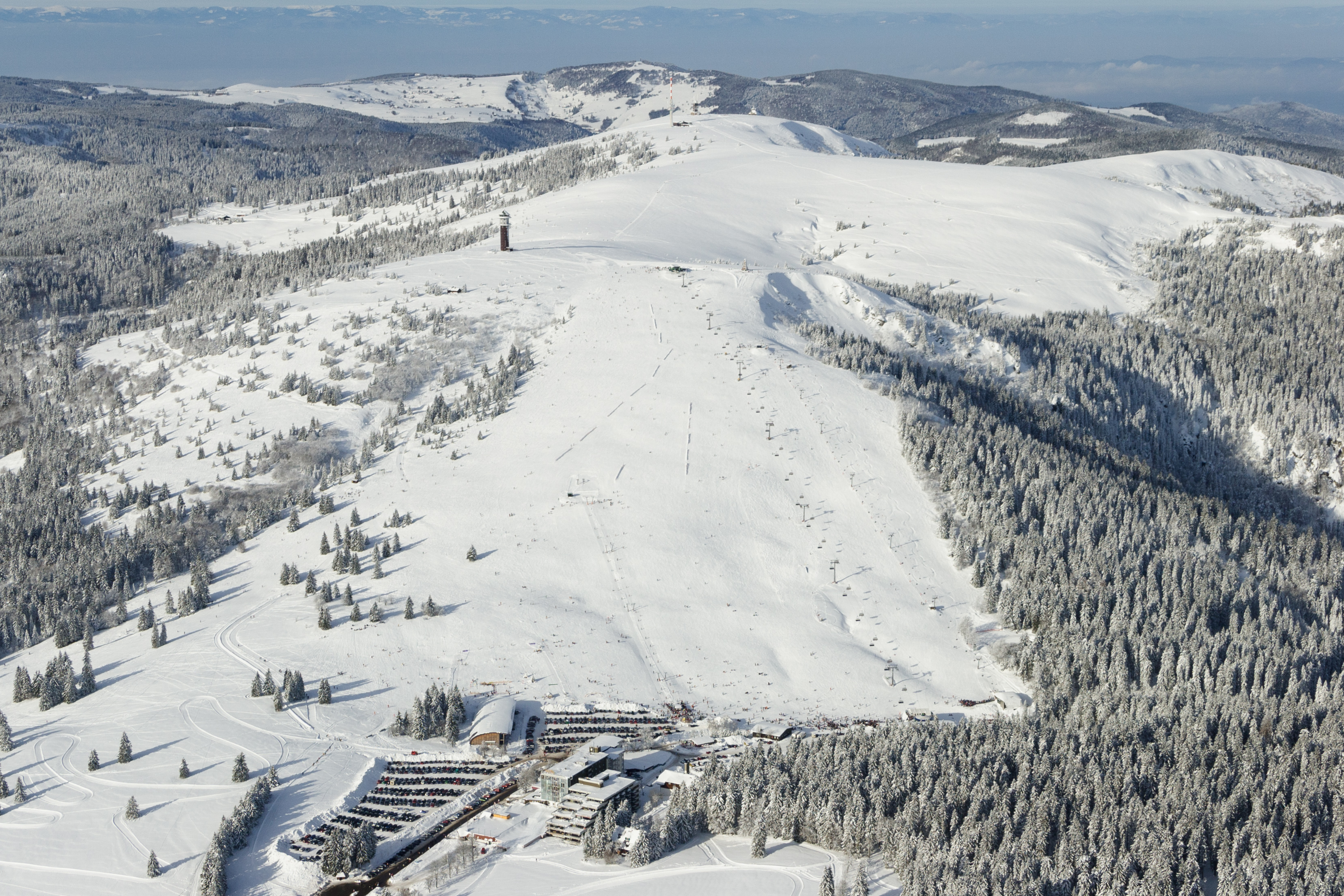
Фельдберг, найвища гора в Шварцвальді, на південний схід від Фрайбурга

У 1931 році Роберт Ґрадманн називав Середнім Шварцвальдом сточище Кінцигу, а на заході – ділянку до нижньої течії Ельца та притоки Кінцига Гутаха. 

Прагматичний поділ, який орієнтується не лише на природні та культурні регіони, звертає увагу на найважливіші поперечні долини. 
Виходячи з цього, Середній Шварцвальд обмежений Кінцигом на півночі та лінією від Драйзама до Гутаху на півдні, що відповідає зоні Бонндорфського грабена та трасі B31.
У 1959 році Рудольф Метц об’єднав попередні поділи та запропонував модифікований тристоронній поділ, який поєднував природний і культурний регіональні підходи та широко використовується. 

Його Середній Шварцвальд обмежений на півночі вододілом між Ахером і Ренхем, а потім між Мургом і Кінцигом або Форбахом і Кінцигом, на півдні зоною Бонндорфського грабену яка обмежує Шварцвальд у на сході, а також Фройденштадтського грабену далі на північ, переходячи в Північний Шварцвальд. 

### Дослідження Інституту прикладної географії
«Довідник із розподілу природних регіонів Німеччини», виданий Федеральним бюро регіональної географії на початку 1950-х років, називає Шварцвальд одним із шести основних ландшафтних регіонів третинного рівня в регіоні вторинного рівня Південнонімецька височина і, водночас, одна з дев'яти нових основних ландшафтних груп. 
Він розділений на шість так званих основних одиниць (ландшафти рівня 4). 

Цей розподіл був уточнений і змінений у кількох наступних публікаціях (1:200 000 окремих аркушів карти) до 1967 року, кожна з яких охоплювала окремі розділи карти. 
Гірський масив також поділявся на три регіони. 
Північна межа Середнього Шварцвальду в цій класифікації проходить на південь від долини Ренх і Кнібіс до Фройденштадту. 
Його південна межа змінювалася з кожним виданням. 

У 1998 році Державний департамент Баден-Вюртемберга з охорони навколишнього середовища (сьогодні Державний департамент Баден-Вюртемберга з питань навколишнього середовища, дослідження та охорони природи) опублікував перероблений перелік природних регіонів Баден-Вюртемберга. 

| No. | Природний регіон                       | Площа в км2 | Населення | Осіб/км2 | Площа забудови в % | Відкритих земель в % | Лісів в % | Головні міста        | Другорядні міста                          |
| --- | -------------------------------------- | ----------- | --------- | -------- | ------------------ | -------------------- | --------- | -------------------- | ----------------------------------------- |
| 150 | Передгір'я Шварцвальду                 | 0930        | 268,000   | 289      | 7.69               | 29.33                | 62.92     | Пфорцгайм            | Кальв, Фройденштадт                       |
| 151 | Шварцвальдський Грінден і пагорби Енцу | 0699        | 060,000   | 086      | 1.92               | 06.39                | 91.51     |                      |                                           |
| 152 | долини Північного Шварцвальду          | 0562        | 107,000   | 190      | 4.12               | 19.48                | 76.41     |                      | Баден-Баден, Гаггенау/Гернсбах            |
| 153 | Середній Шварцвальд                    | 1,422       | 188,000   | 133      | 3.35               | 30.25                | 66.39     |                      | Гаслах/Гаузах/Вольфах,Вальдкірх, Шрамберг |
| 154 | Південний Шварцвальд                   | 0558        | 080,923   | 112      | 3.03               | 32.44                | 64.49     | Філлінген-Швеннінген |                                           |
| 155 | Високий Шварцвальд                     | 1,990       | 213,000   | 107      | 2.44               | 26.93                | 70.31     |                      | Шопфгайм, Тітізе-Нойштадт                 |

Передгір’я Шварцвальду (Schwarzwald-Randplatten, 150) геоморфологічно утворюють плато на північній і північно-східній периферії гірського хребта, які спускаються до Крайхгау на півночі та Геккенгеу на сході. 
Вони порізані долинами, особливо системою річок Нагольд, на окремі межиріччя; вузький північно-західний виступ тягнеться за Енц біля Ноєнбюрга, а також обмежений середньою течією Альбу на заході аж до точки безпосередньо над Еттлінгеном. 
На південному заході до нього примикають пагорби Шварцвальдського гріндену і пагорби Енцу> (Grindenschwarzwald und Enzhöhen, 151), уздовж верхів’їв Енца і Мурга, утворюючи серце Північного Шварцвальду. 
На заході Північний Шварцвальд представлений долинами Північного Шварцвальду (Nördliche Talschwarzwald, 152) із середньою течією Мургу біля Гернсбаха, середньою течією Ос до Баден-Бадена , середньою течією Бюлота вище Бюля і верхів'ями Ренха біля Оппенау. 
Усі їхні виходи долин з гірського хребта орієнтовані на північний захід.

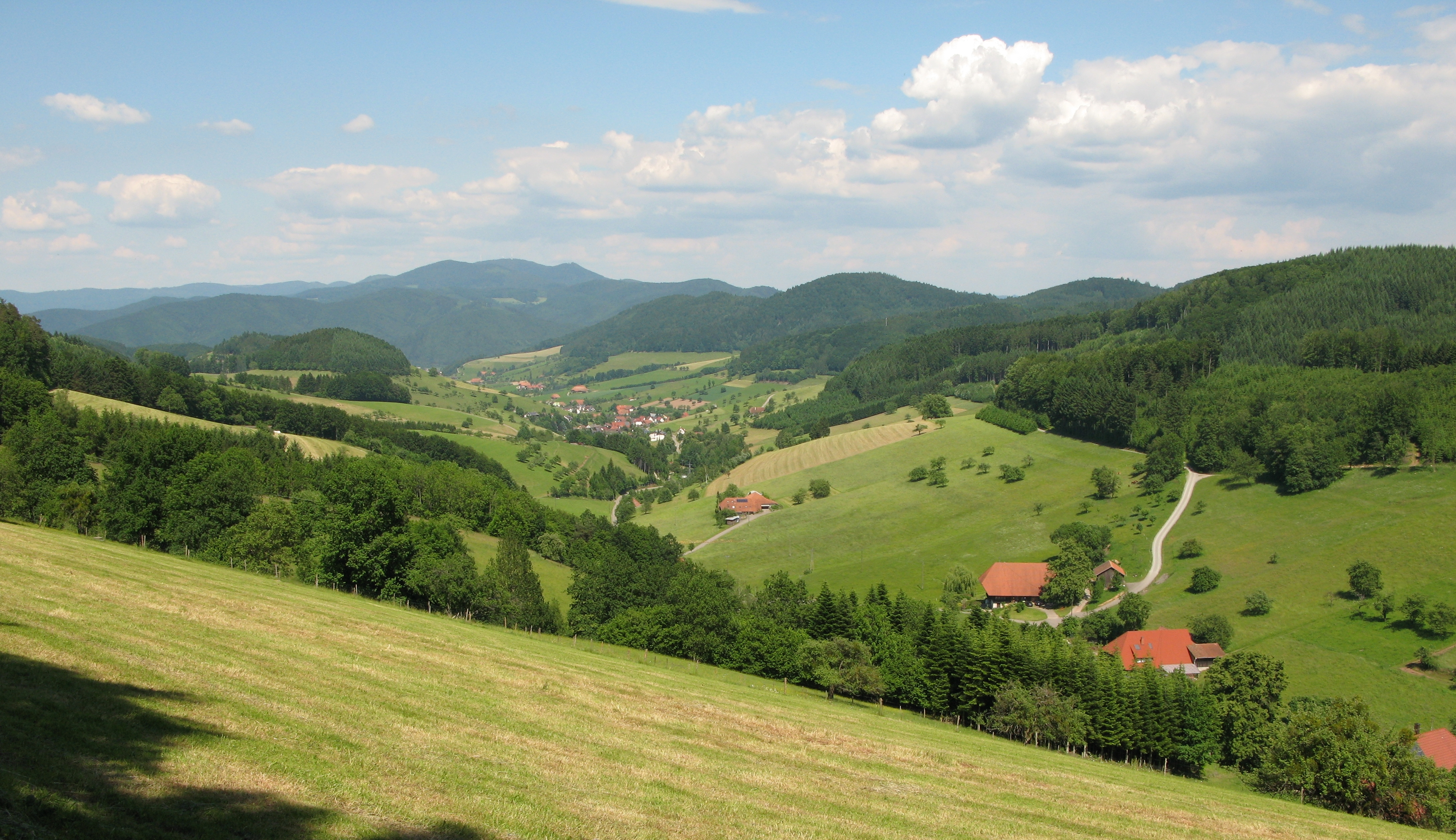
Пасовищне господарство в бічних долинах Кінцига, Середній Шварцвальд

Середній Шварцвальд (153) в основному обмежується сточищем Кінцигу над Оффенбургом, а також Шуттером і низькими пагорбами на північ від Ельца.
Південно-східний Шварцвальд (Südöstlicher Schwarzwald, 154) складається в основному зі сточищ верхів’їв Дунаю, Брігах і Брег, а також лівих бічних долин Вутах на північ від Нойштадту — і, таким чином, дренується на північний схід від Південного Шварцвальду. 
На півдні та заході до нього примикає Високий Шварцвальд (Hochschwarzwald, 155) з найвищими вершинами в усьому хребті біля Фельдберга та Бельхену. 
Його східна частина, плато Південний Шварцвальд, орієнтована на Дунай, але дренується через Вутах і Альб до Рейну. 
Південне пасмо Шварцвальду на заході глибоко порізане Рейном на численні хребти. 
Безпосередньо праворуч від Візе над Леррахом височіє відносно невелика гора з бантерського пісковику — Ротлігендес височини Вайнтенау на крайньому південному заході Шварцвальду; морфологічно, геологічно та кліматично вона відокремлена від інших частин Південного Шварцвальду і, згідно з цією класифікацією, також зараховується до Високого Шварцвальду.

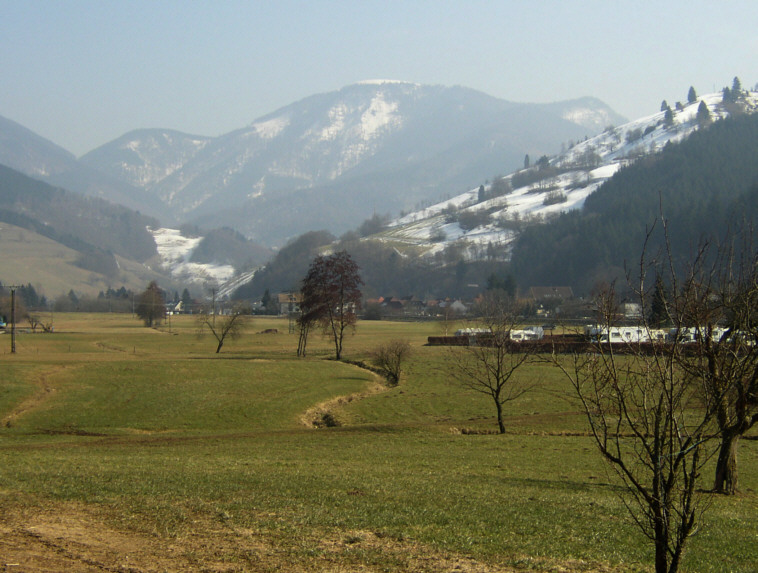
Белхен у південному Шварцвальді з голою вершиною, вид з Мюнстерталя

### Гори
Фельдберг (1493 м) у південному Шварцвальді є найвищою вершиною хребта. 
Також у тому ж районі знаходяться Герцогенгорн (1415 м) і Белхен (1414 м). 
Загалом гори Південного або Високого Шварцвальду вищі, ніж гори Північного Шварцвальду. 
Найвищою вершиною Шварцвальду на північ від лінії Фрайбург — Гелленталь — Нойштадт є Кандель (1241,4 м). 
Як і найвища точка Північного Шварцвальду, Горнісгрінде (1163 м), або оглядові гори Південного Шварцвальду, Шауінсланд (1284,4 м) і Блауен (1164,7 м), розташовані біля західного краю хребта.

### Річки та озера

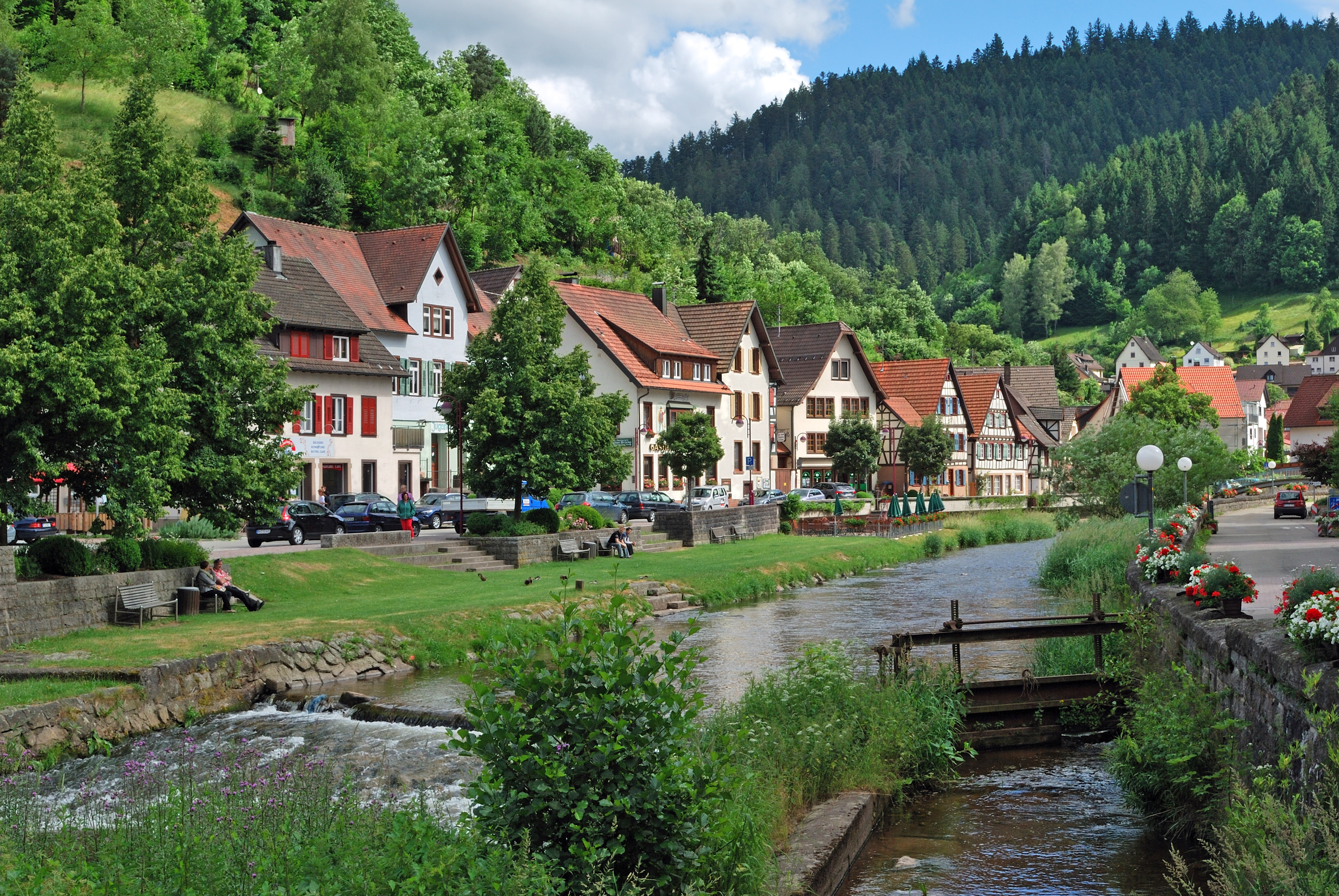
Річка Шильтах у Шильтаху

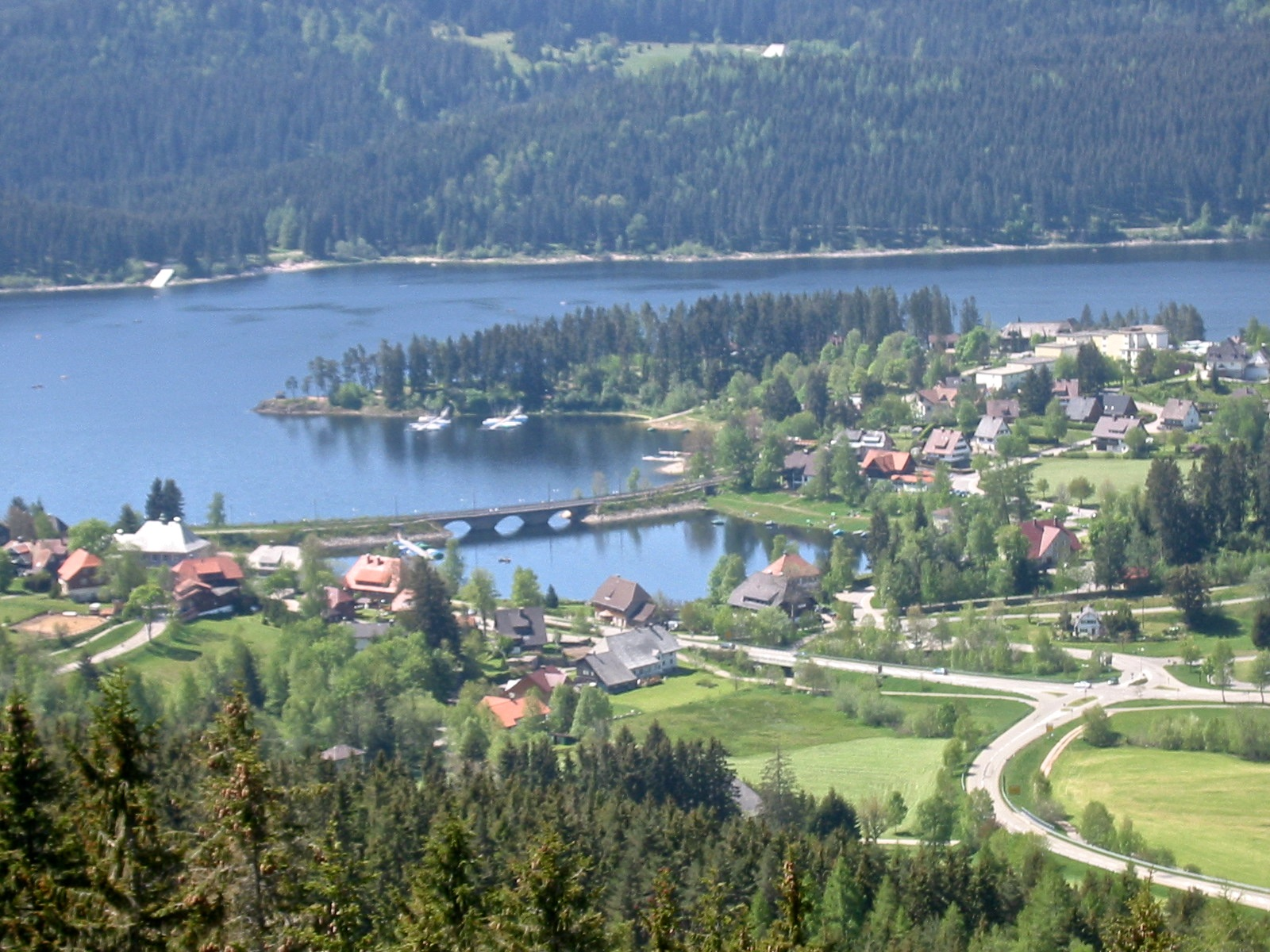
Шлухзе, на північ від Санкт-Блазієна

Річки в Шварцвальді — Дунай (який має початок у Шварцвальді від злиття річок Брігах і Брег), Енц, Кінциг, Мург, Нагольд, Неккар, Ренх і Візе. 
Шварцвальд займає частину континентального вододілу між басейном Атлантичного океану (дренується Рейном) і басейном Чорного моря (дренується Дунаєм).
Найдовшими річками Шварцвальду є (довжина включає ділянки в межах Шварцвальду):
- Енц[en] (105 км)
- Кінциг (93 км)
- Ельц (90 км)
- Вутах (91 км)
- Нагольд[en] (90 км), головна гідрологічна артерія систем Нагольд-Енца
- Дунай (86 км), твірні:
  - Брег (46 км)
  - Брігах (40 км)
- Мург (79 км)
- Ренх[en] (57 км)
- Шуттер[en] (56 км)
- Візе (55 км)
- Ахер[en] (54 кілометри; 34 милі)
- Драйзам (включно з Ротбахом[en] 49 км)
- Альб[en] (включно з Менценшвандер-Альб 43 км)
- Глатт[en] (37 км)
- Мелін[en] (32 км)
- Вольф[en] (31 км)
- Шильтах[en] (30 км)
- Вера[en] (включно з Рюттебахом 28 км)
- Ос (25 км)
- Гласбах[en] (18 км), головна гідрологічна артерія системи Неккар

Важливі озера природного льодовикового походження в Шварцвальді: Тітізе, Муммельзе та Фельдзе. 
Особливо в Північному Шварцвальді є багато карових озер. 
Численні водосховища: Шлухзе, Шварценбахське водосховище, Кляйне-Кінциг або Нагольдське водосховище використовуються для виробництва електроенергії, захисту від повеней або постачання питної води.

## Геологія

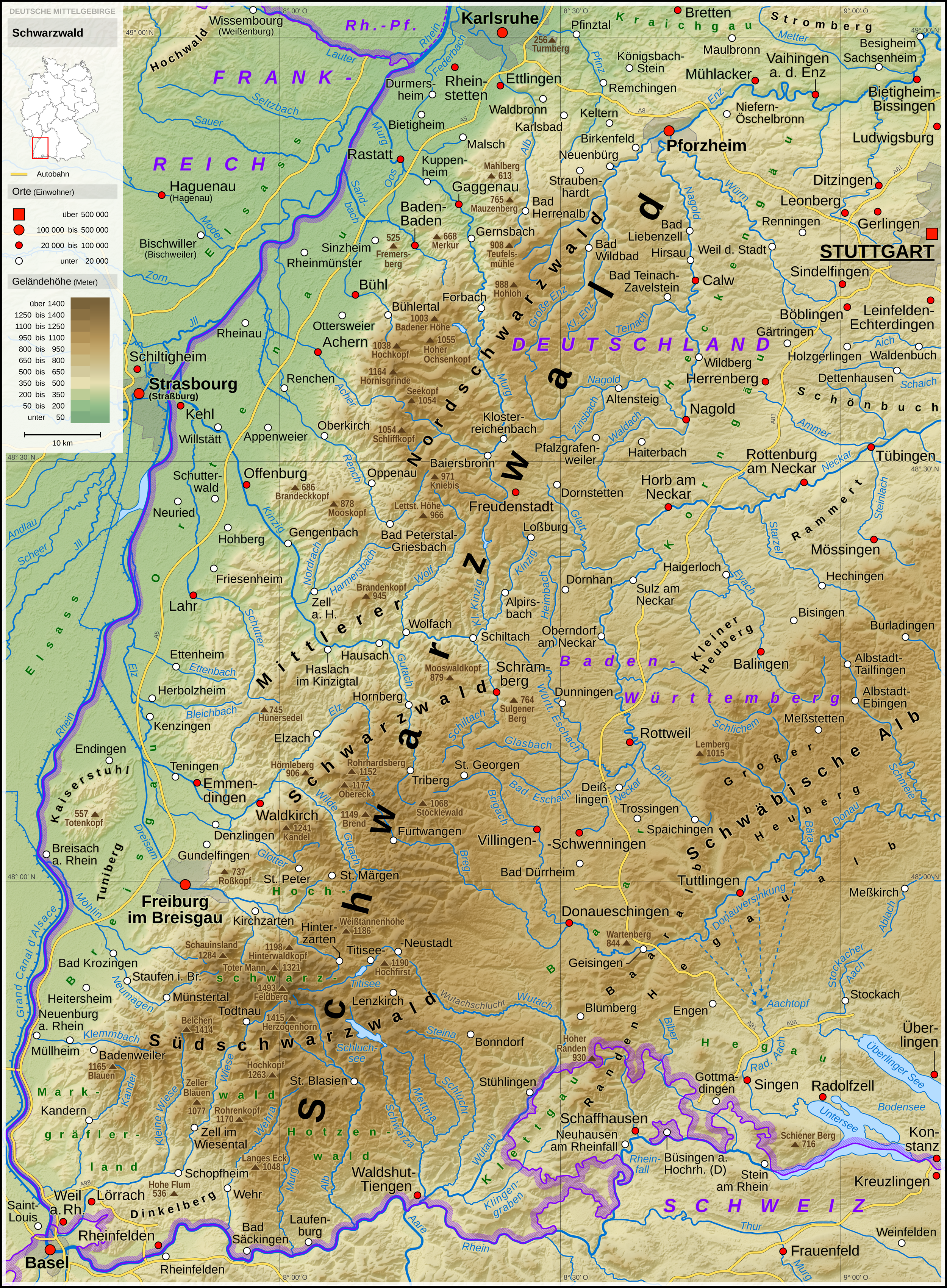
Рельєф Шварцвальду

Шварцвальд складається з покриву пісковику на фундаменті з гнейсу та граніту . 
Раніше він мав спільну тектонічну еволюцію з сусідніми горами Вогези. Пізніше, в середньому еоцені, рифтогенез спричинив утворення Верхньорейнської рівнини. 
Під час останнього льодовикового періоду Вюрмського зледеніння Шварцвальд був покритий льодовиками; кілька карових озер, таких як Муммельзе, є реліктами цього періоду.

### Підмурівок
Геологічна основа Шварцвальду утворена кристалічною корінною породою герцинського фундаменту. 
На сході та північному сході він покритий строкатим пісковиком. 
На західному краю низхідна, подібна до розломів, передгірна зона межує з Верхньорейнським грабеном, що складається з порід тріасового та юрського періодів.
Домінуючими породами фундаменту є гнейси (орто- і парагнейси, на півдні також мігматити і діатексити, наприклад на Шауінсланд і Канделі. 
Ці гнейси були пронизані низкою гранітних тіл у кам'яновугільного періоді. 
Серед більших — граніт Тріберг і граніт Форбах, наймолодшим є граніт Берхалде. 
На півдні лежить зона Баденвейлер-Ленцкірх, в якій збереглися палеозойські породи (вулканіти і осадові породи), які інтерпретуються як перекриті залишки мікроконтинентального зіткнення. 
Ще далі на південному сході (навколо Тодтмоса) є низка екзотичних включень: габро з Ерсберга , серпентиніти та піроксеніти поблизу Тодтмоса, норит біля Даксбергу, які, можливо, є залишками акреційного клина від зіткнення континентів. 
Заслуговує на увагу також басейни в Ротлігенді , наприклад Шрамберг або Баден-Баденський басейн з потужними кварц-порфіровими і туфовими відкоаденнями (оголені, наприклад, на гірському масиві Баттерт поблизу Баден-Бадена). 
Товстий шар Червоного лежню, вкритого строкатим пісковиком, також зустрічається на півночі блоку Дінкельберг (товщина кількох сотень метрів у геотермальній свердловині Базеля).
Ще далі на південний схід, під Юрою, лежить Північношвейцарський пермокарбоновий басейн.

### Орогенез
Після відкриття Верхньогорейнського грабену в еоцені два крила з обох боків були підняті: Шварцвальд на сході та Вогези на заході. 
У центрі лежить вулкан Кайзерштуль, який відноситься до міоцену. 
У наступні часи мезозойська платформа на височинах була значною мірою еродована, за винятком залишків строкатого пісковику і червоного лежню, але вона збереглася в межах самого грабена. 
У пліоцені виражене, але нерівномірне підняття особливо вплинуло на південний Шварцвальд, включно з Фельдбергом. 
В результаті верхня поверхня фундаменту в північній частині Шварцвальду біля Горнісґрінде значно нижча. 
У Середньому Шварцвальді виникла тектонічна синкліналь Кінциг і Мург.
Геоморфолог Вальтер Пенк вважав Шварцвальд піднятим геологічним куполом і побудував на його основі свою теорію передгірних сходів. 

### Платформа
Над кристалічним фундаментом Північного Шварцвальду та прилеглими частинами Середнього Шварцвальду ескарпами височіють платформи строкатого пісковику. 
Найстійкішим поверхневим шаром на ступінчастому рельєфі Грінденських височин і висот навколо верхів'їв Енца, які були сильно розмиті притоками Мурга, є окремнений головний конгломерат (Середній Бунтер). 
На схід і північ розташовані покрови Верхнього Бунтера (строкаті пісковики і червоні глини). 
На південь від Кінцигу зона строкатих пісковиків звужується до краю на сході гірського хребта.

### Льодовиковий період і рельєф
Шварцвальд був покритий льодовиками під час льодовикових максимумів принаймні Рісського та Вюрмського зледенінь (приблизно 10 000 років тому). 
Ця льодовикова геоморфологія характеризує майже весь Високий Шварцвальд, а також головний хребет Північного Шварцвальду. 
Крім того, його можна помітити лише з великої кількості цирків, головним чином звернених на північний схід. 
В цьому напрямку сніг накопичувався на затінених і підвітряних схилах вершинного плато, утворюючи короткі циркові льодовики, які створювали борти цих воронкоподібних западин. 
У деяких із цих старих цирків все ще є карові озера, частково внаслідок антропогенного піднесення нижнього краю цирку, наприклад Муммельзе, Вільдзе, Шурмзе, Гласвальдзе, Бульбахзе, Нонненматтвейхер і Фельдзе. 
Тітізеє утворилося як льодовикове озеро за льодовиковою мореною .

## Природоохоронні території

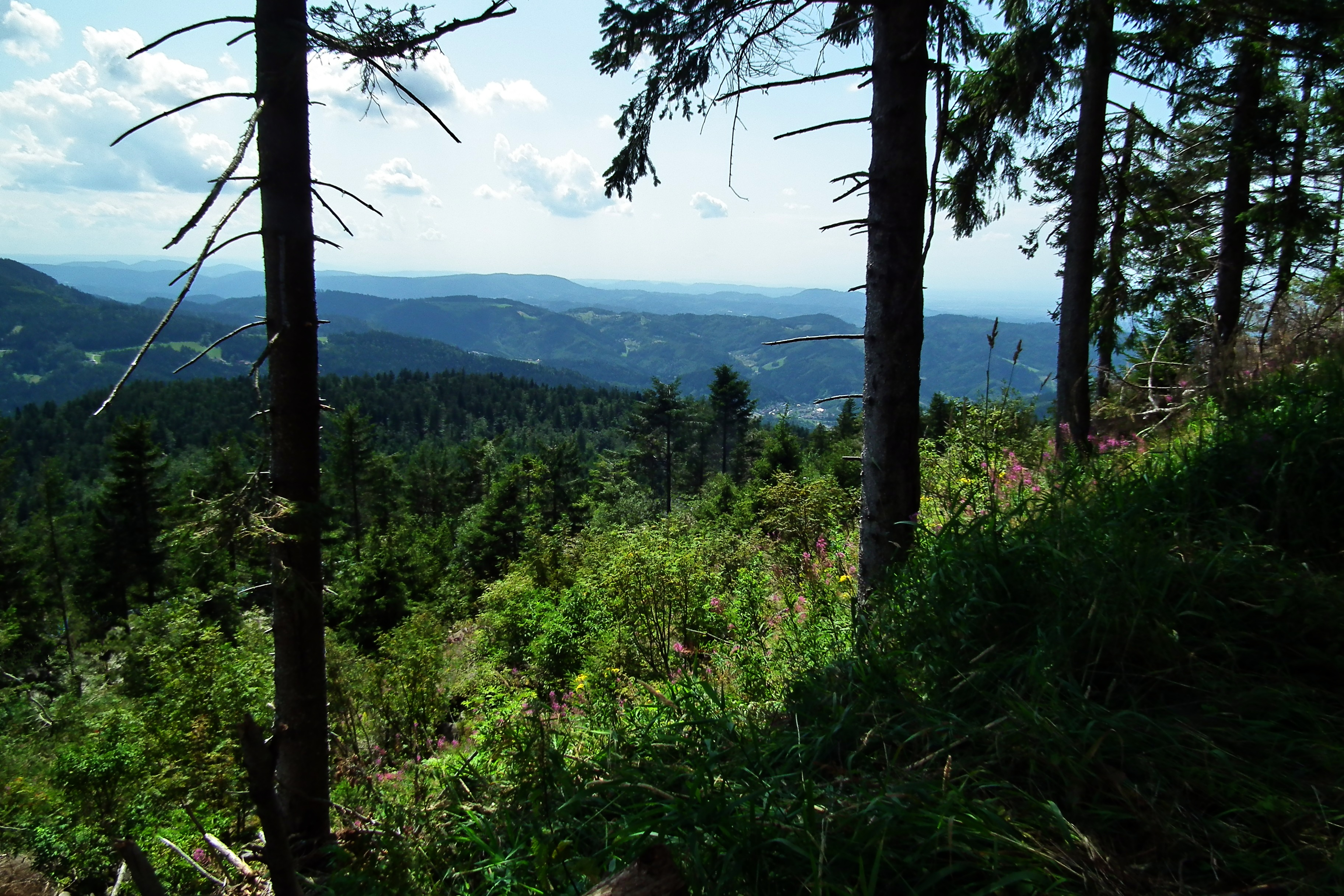
Середній/Північний природний парк Шварцвальд: вид з Горнісґрінде (найвища гора Північного Шварцвальду)

- Природний парк Південний Шварцвальд (Naturpark Südschwarzwald) засновано в 1999 році. Він охоплює 394 000 га і тому є найбільшим природним парком Німеччини (станом на 2020 рік). Охоплює південну частину Центрального Шварцвальду, Південний Шварцвальд і прилеглі території.[17]
- Природний парк Центральний/Північний Шварцвальд[en] (Naturpark Schwarzwald Mitte/Nord) засновано у 2000 році. Він охоплює 375 000 га і, таким чином, є другим за величиною в Німеччині (станом на 2020 рік). Починається в південній частині Середнього Шварцвальду, межує з природним парком Південний Шварцвальд і охоплює решту Шварцвальду на півночі.[18]
- Національний парк Шварцвальд, заснований у 2014 році, є першим національним парком у землі Баден-Вюртемберг. Він повністю розташований у межах Середнього/Північного природного парку Шварцвальд між містами Фройденштадт і Баден-Баден і займає площу 10 062 га. Його девіз: «Natur Natur sein lassen» (нехай природа буде природою). [19]

## Культура

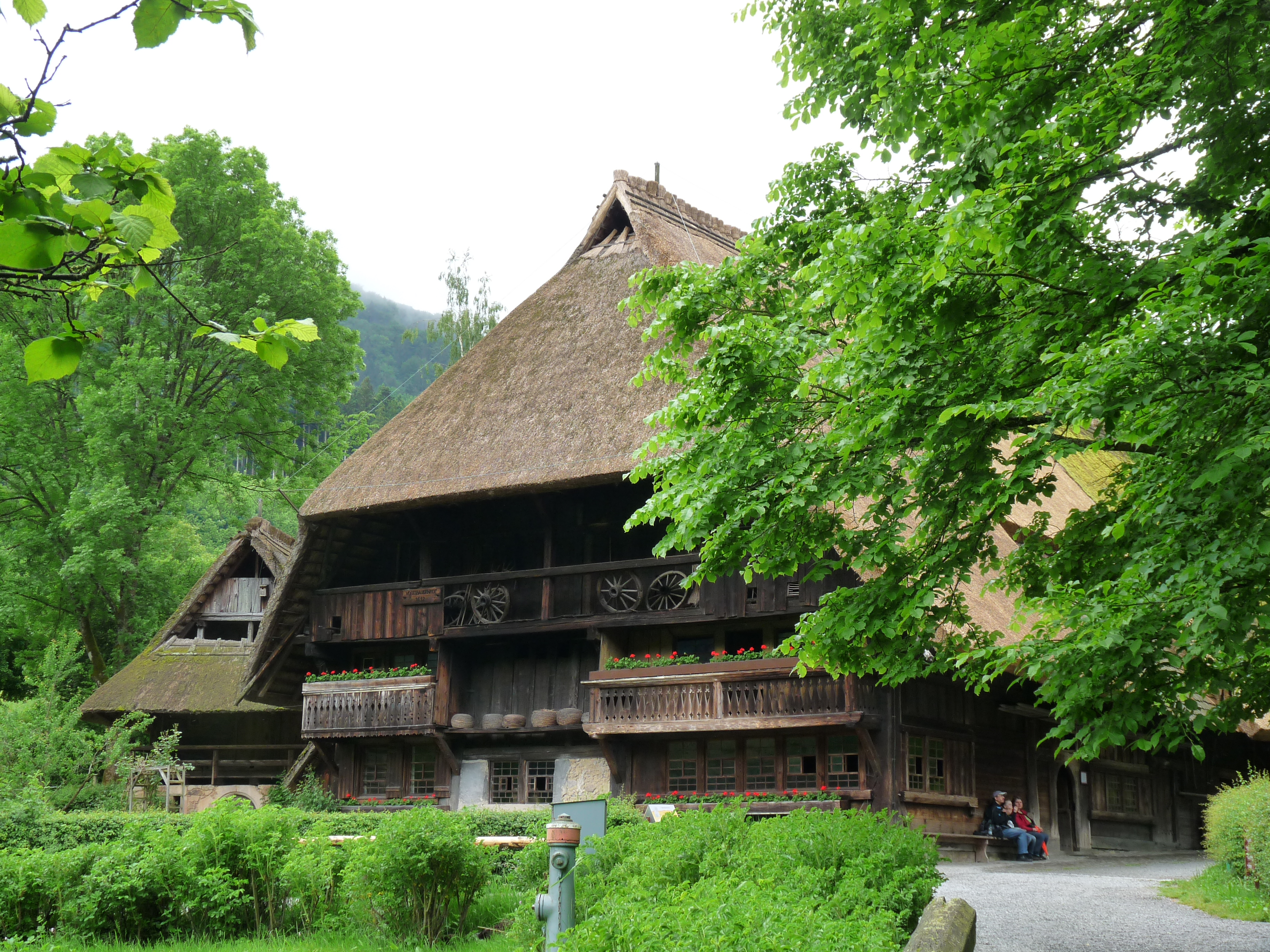
Традиційний будинок у Шварцвальді

Для мешканців Шварцвальду характерні самобутні традиційні вбрання, особлива місцева архітектура та кухня. Регіон відомий виробництвом годинників, перш за все настінних, проте ці годинники виробляються насамперед для експорту в такі країни як Сполучені Штати Америки, Китай та Австралію. Годинники купують здебільшого як сувенір. Вважається також батьківщиною знаменитого шварцвальдського вишневого торту зі збитими вершками та популярною в Європі шварцвальдською шинкою.
Регіон Шварцвальд живе насамперед із туризму. Нараховують близько 28 мільйонів ночівель на рік у 138.000 в готелях, а також 60.000 у приватних пансіонах.